# جونیا ایماسه
جونیا ایماسه (انگلیسی: Junya Imase؛ زادهٔ ۳ ژانویهٔ ۱۹۹۳) بازیکن فوتبال اهل ژاپن است.